# Ghadqa
Ghadqa (tiếng Ả Rập: الغدقة) là một ngôi làng Syria nằm ở Maarrat al-Nu'man Nahiyah ở huyện Maarrat al-Nu'man, Idlib. Theo Cục Thống kê Trung ương Syria (CBS), Ghadqa có dân số 4576 trong cuộc điều tra dân số năm 2004.